# Leucauge pusilla
Leucauge pusilla är en spindelart som först beskrevs av Tord Tamerlan Teodor Thorell 1878.  Leucauge pusilla ingår i släktet Leucauge och familjen käkspindlar. Inga underarter finns listade i Catalogue of Life.